# 決定版 子連れ狼
『決定版 子連れ狼』は、1972年9月に発売された橋幸夫のLP盤のオリジナルアルバム（SJX-108）。ベストアルバムの『子連れ狼/橋幸夫ベスト・ヒット』（SJV-549、1972年）とは別作品である。

## 概要
劇画の『子連れ狼』のイメージソングとして発表された橋の115枚目のシングル「子連れ狼」（SV-2219、1971年12月5日発売）はロングセラーとなった。翌年9月には続編として「三途の川の乳母車」が発売となっている（SV-2292）。これに合わせてオリジナルアルバム『決定版 子連れ狼』が制作、発売された。
A面に関連するシングル4曲が収録されているが、単なるシングル集ではなく、曲前や曲間に橋の語りが収録され、歌謡組曲構成となっている。B面には股旅の名曲が、アルバムの「妻恋道中」「艶歌」などから再収録されている。なお、この年から翌年半ばまで、橋はステージで「子連れ狼」を繰り返し演じている。具体的には、1972年（昭和47年）8月新歌舞伎座公演「子連れ狼」、同年11月新宿コマ劇場公演「子連れ狼」、同年12月名古屋御園座公演「子連れ狼」、1973年（昭和48年）3月明治座公演「三途の川の乳母車」、同年8月新歌舞伎座公演「三途の川の乳母車」である。
本アルバムは2005年3月9日にCDで、『＜COLEZO！＞決定盤　子連れ狼』（VICL-41193）として復刻されている。

## 収録曲
A面
1. 子連れ狼
作詞：小池一雄、作・編曲：吉田正
2. 三途の川の乳母車
作詞：小池一雄、作・編曲：吉田正
3. 大五郎子守唄
作詞：小池一雄、作・編曲：吉田正
4. 刺客道
作詞：小池一雄、作・編曲：吉田正

B面
1. 影狩り
作詞：保富康午、作曲：大沢保朗、編曲：寺岡真三
2. 吉良の仁吉
作詞：萩原四郎、作曲：山下五朗、編曲：竹村次郎
3. 花の三度笠
作詞：佐伯孝夫、作曲：吉田正、編曲：三木たかし
4. 旅姿三人衆
作詞：宮本旅人、作曲：鈴木哲夫、編曲：舩木謙一
5. 名月赤城山
作詞：矢島寵児、作曲：菊地博、編曲：寺岡真三
6. だれかが風の中で
作詞：和田夏十、作曲：小室等、編曲：寺岡真三

## 共演
若草児童合唱団（A1、A4）、みすず合唱団（A2、A3）